# Fairhope (Alabama)
Pour les articles homonymes, voir Fairhope.
Fairhope est une ville située dans le comté de Baldwin, dans l'État de l'Alabama, aux États-Unis. Au 1er juillet 2012 sa la population atteignait 16 479 habitants.
Elle fait partie de l'aire micropolitaine de Daphne–Fairhope–Foley.

## Histoire

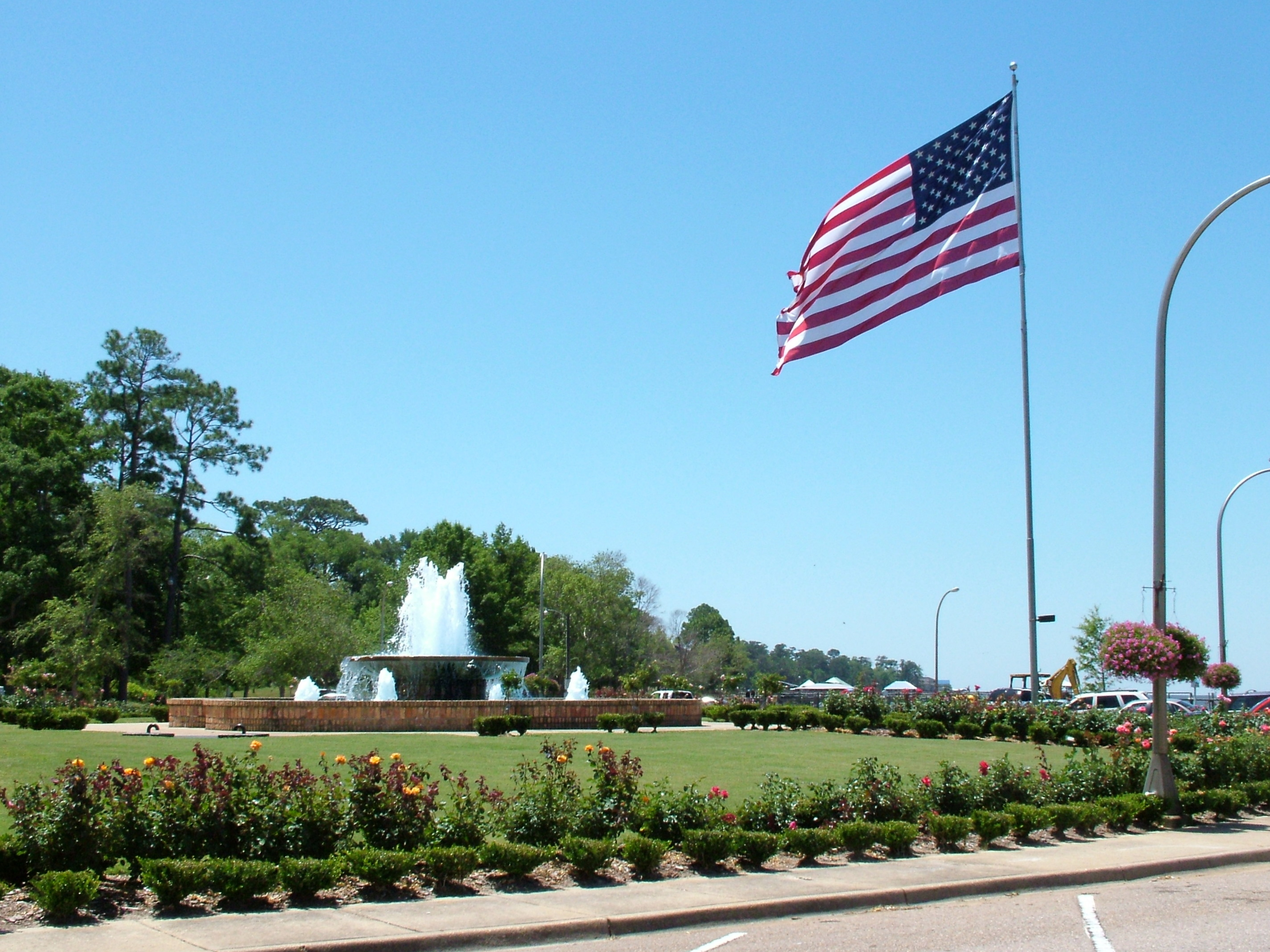
Fontaine sur l'estacade.

Fairhope a été fondée en novembre 1894 sur les lieux de l'ancienne ville Alabama, par des membres de la « Fairhope Industrial Association » comme une colonie appliquant le georgisme. Ce groupe se composait de 28 fervents partisans des idées de l'économiste Henry George qui avait incorporé, plus tôt dans la même année, la ville de Des Moines. La constitution mis en place par ces nouveaux colons explique les objectifs visés par la fondation de Fairhope : « pour établir et conduire une communauté ou colonie libre de toute forme de monopole privé, et pour assurer à ses membres l'équité de l'opportunité, la pleine récompense des efforts individuels et les bénéfices de la coopération pour les questions d'ordre général. »
Afin d'accomplir leur projet, ils ont réuni leurs fonds pour acheter de la terre au « Stapleton's pasture » sur le rivage oriental de la baie de Mobile et l'ont ensuite divisé en un certain nombre de baux à long terme. La corporation a payé tous les impôts gouvernementaux avec les loyers payés par les locataires.
En 1907, Marietta Johnson fonda la School for Organic Education à Fairhope. John Dewey a loué cette école dans son livre de 1915 Schools of Tomorrow. Dewey et Johnson étaient les membres fondateurs de la Progressive Education Association.
Depuis cinquante ans, les pêcheurs et les résidents de Fairhope font l'expérience du phénomène de jubilé. Durant le jubilé, sur les rives de la baie de Mobile, certains animaux aquatiques, dont des crabes bleus, des flets, des dasyatidae, et des anguilles, se rassemblent dans les eaux peu profondes. Il est alors possible d'attraper les poissons, les crabes, etc. sur les rives.

## Géographie
Fairhope se trouve à 30°31'35.018" Nord, 87°53'44.473" Ouest. D'après le bureau de recensement des États-Unis, la ville couvre une superficie de 28,5 km2 dont la totalité est terrestre. Elle s'élève à 37 mètres d'altitude en moyenne.

### Urbanisme

#### Développement
Le développement des agents mobiliers locaux et nationaux ont construit des installations dans le centre-ville qui sont plus grandes que celles historiquement autorisées.
En juillet 2007, Wal-Mart ouvrit un centre commercial juste hors des limites de la ville. Les plans de construction d'un tel centre dans les limites de la ville ont fait l'objet de protestations de la part des résidents cherchant à protéger l'image de « village » de Fairhope. Le nouveau centre commercial emploie 400 personnes, dont 350 sont originaires de Fairhope.
Les plans locaux d'urbanisme de Fairhope chevauchent ceux du comté de Baldwin. Les résidents de la ville veulent plus de contrôle sur les projets de construction dans les zones proches de la ville qui lui sont pourtant extérieures. Inversement, les résidents de ces zones veulent moins de contrôle de la ville sur leur propriété.

### Climat
| Mois                                  | jan.     | fév.     | mars    | avril   | mai     | juin    | jui.    | août    | sep.    | oct.    | nov.    | déc.     |
| ------------------------------------- | -------- | -------- | ------- | ------- | ------- | ------- | ------- | ------- | ------- | ------- | ------- | -------- |
| Température minimale moyenne (°C)     | 4        | 6        | 9       | 13      | 17      | 21      | 23      | 22      | 20      | 14      | 9       | 6        |
| Température moyenne (°C)              | 10       | 12       | 16      | 19      | 23      | 26      | 28      | 27      | 25      | 20      | 16      | 11       |
| Température maximale moyenne (°C)     | 16       | 18       | 21      | 25      | 28      | 31      | 32      | 32      | 31      | 26      | 21      | 17       |
| Record de froid (°C) date du record   | −15 1985 | −12 1951 | −6 1980 | 1 1973  | 6 1960  | 11 1984 | 15 1967 | 16 2004 | 5 1967  | 1 1989  | −6 1950 | −13 1962 |
| Record de chaleur (°C) date du record | 28 1952  | 31 1982  | 29 2007 | 33 1987 | 37 1953 | 38 1954 | 38 1980 | 39 2000 | 38 1954 | 34 1954 | 33 1971 | 29 1965  |
| Précipitations (mm)                   | 155,2    | 138,9    | 170,4   | 115,1   | 142,2   | 150,9   | 203,2   | 158     | 151,6   | 90,7    | 131,8   | 111,8    |

## Politique et administration
Fairhope a un maire et un conseil municipal composé de cinq personnes. Le maire est un exécutif permanent tandis que les membres du conseil ne servent qu'à temps partiel.

## Population et société

### Démographie

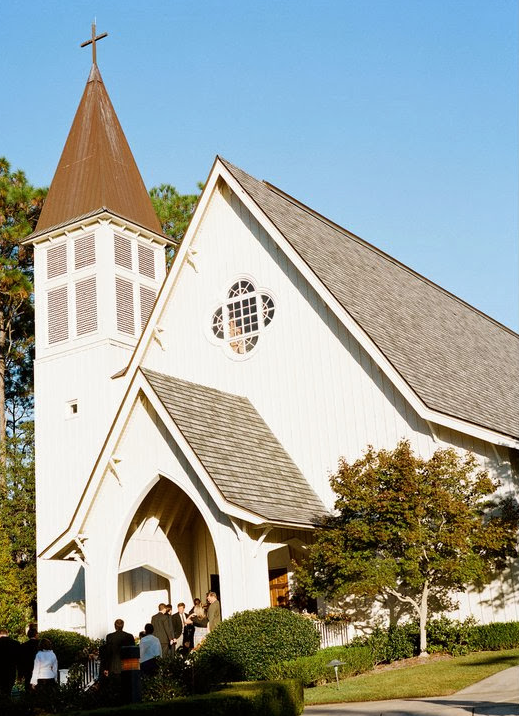
Église épiscopale de Fairhope

D'après le recensement de 2000, il y avait 12 480 personnes, réparties en 5 345 ménages et 3 575 familles. La densité de population était de 438,3 hab./km2. Le tissu racial de la ville étaient de 90,22 % de Blancs, 7,79 % d'Afro-américains, 0,2 % d'Amérindiens, 0,62 % d'Asiatiques, 0,04 % d'Océaniens, 0,21 % d'autres races, et 0,93 % de deux races ou plus. 1,04 % de la population était hispanique ou latino.
Il y avait 5 345 ménages dont 27,0 % avaient des enfants de moins de 18 ans, 54,8 % étaient des couples mariés, 10,1 % étaient constitués d'une femme seule, et 33,1 % n'étaient pas des familles. 30,3 % des ménages étaient composés d'un seul individu, et 15,6 % d'une personne de plus de 65 ans ou plus. Les tailles moyennes d'un ménage et d'une famille sont respectivement de 2,27 personnes et 2,83 personnes.
La répartition de la population par tranche d'âge est comme suit : 21,6 % en dessous de 18 ans, 5,4 % de 18 à 24, 23,8 % de 25 à 44, 25,6 % de 45 à 64, et 23,7 % au-dessus de 65 ans ou plus. L'âge moyen est de 44 ans.
Le revenu moyen d'un ménage dans la ville est de 42 913 dollars, et le revenu moyen d'une famille est de 56 976 dollars.
| 1910 | 1920 | 1930  | 1940  | 1950  | 1960  | 1970  | 1980  |
| ---- | ---- | ----- | ----- | ----- | ----- | ----- | ----- |
| 590  | 853  | 1 549 | 1 845 | 3 354 | 4 858 | 5 720 | 7 286 |

| 1990  | 2000   | 2010   | - | - | - | - | - |
| ----- | ------ | ------ | - | - | - | - | - |
| 8 485 | 12 480 | 15 326 | - | - | - | - | - |

### Éducation
Les fondateurs de Fairhope font partie du système du Baldwin County Public Schools.
- Fairhope High School (9-12[N 1]) qui se trouve au sud de Fairhope.
- Fairhope Middle School (6-8)
- J. Larry Newton School (K-8)
- Fairhope Intermediate School (4-5)
- Fairhope Elementary School (2-3)
- Fairhope K-1 Center (K-1)

Parmi les écoles de Fairhope se trouve :
- Baldwin County Alternative School (6-12)
- la  Marietta Johnson School of Organic Education
- Faulkner State Community College
- l’université du Sud de l'Alabama

### Santé
Il y a un hôpital, le Thomas Hospital, à Fairhope.

## Culture et patrimoine

### Résidents notables
- Jimmy Buffett, chanteur compositeur
- Dave Stapleton, ancien joueur de baseball professionnel des Boston Red Sox
- Marietta Johnson, éducatrice
- Bob Baumhower, joueur de football américain (University of Alabama & Miami Dolphins)
- Marshall Chapman, musicien et compositeur
- Ernest B. Gaston, fondateur de Fairhope
- Marie Howland, utopiste et journaliste
- Anna Braune, auteur et illustrateur de livre pour enfant
- Upton Sinclair (visiteur hivernal), auteur
- Winston Groom, auteur (Forrest Gump)
- Rick Bragg, auteur et journaliste ayant obtenu le prix Pulitzer
- Judith Richards, auteur
- Dave Edwards, musicien
- Leon Lett, joueur de football américain (Dallas Cowboys)
- Watt Key, auteur d’Alabama Moon
- W.E.B. Griffin alias William E. Butterworth, auteur
- Gregory Brown, guitariste et compositeur
- Fannie Flagg, auteur et actrice
- Willie Bean Roscoe P Coltrane, satire politique